# Broad Peak
De Broad Peak (Burushaski: Faihan Kangri; ooit benoemd als K3) is een 8047 m hoge bergtop in de Pakistaanse Karakoram. Het is een van de 14 toppen hoger dan 8000 m. De Broad Peak ligt samen met andere achtduizenders als K2 en het Gasherbrummassief rondom Concordia, de samenkomst van de Baltorogletsjer met enkele zijgletsjers.
De Broad Peak werd voor het eerst beklommen op 9 juni 1957 door de Oostenrijkers Marcus Schmuck, Fritz Wintersteller, Kurt Diemberger en Hermann Buhl.
Tot na het 2009-klimseizoen werden 399 succesvolle beklimmingen geteld. 24 mensen stierven op de berg, 21 mannen en 3 vrouwen.